# Walter Goffart
Pour les articles homonymes, voir Goffart.
Walter Andre Goffart (né le 22 février 1934 à Berlin et mort le 14 février 2025 à New Haven (Connecticut)) est un historien américain d'origine allemande, spécialisé dans l'Antiquité tardive et le Moyen Âge européen.
Il enseigne au département d’histoire et au Centre d’études médiévales de l’Université de Toronto (1960-1999) et est ensuite chercheur principal à l'Université Yale. Il est l'auteur de monographies sur un faux du IXe siècle (Les Faux du Mans), sur la fiscalité romaine tardive (Caput et Colonate), sur quatre historiens « barbares » et sur des atlas historiques.
Deux thèmes controversés dans ses recherches concernent les politiques romaines utilisées lors de l'installation de soldats barbares dans l'Empire romain d'Occident (Barbares et Romains et le sixième chapitre de Les marées barbares), et sa critique de la vieille idée selon laquelle il existait un seul peuple germanique opposé à l'empire à la fin de l'Antiquité, qui, selon lui, influence encore les universitaires qui étudient cette période.

## Biographie

### Jeunesse et éducation
Walter Goffart est né à Berlin le 22 février 1934, fils de Francis-Léo Goffart et d'Andrée Steinberg. Son père est un diplomate belge, tandis que sa mère, née au Caire, a des parents français et juifs roumains  .
Goffart et sa famille sont à Belgrade, où son père est stationné, en 1941. Juste avant l'invasion allemande de la Yougoslavie, ils s'enfuient à bord de l'Orient-Express, passant par Istanbul, Beyrouth, Jérusalem et Le Caire. Après 68 jours en mer, ils atteignent finalement New York. Goffart devient citoyen américain en 1959 .
Goffart obtient son AB (1955), AM (1956) et PhD (1961) de l'Université Harvard. De 1957 à 1958, il fréquente l'École normale supérieure de Paris.

### Carrière
Walter Goffart devient chargé de cours à l’Université de Toronto en 1960. Il est nommé professeur adjoint en 1963. En 1965-1966, il est professeur adjoint invité d'histoire à l'Université de Californie à Berkeley. Il est nommé professeur associé à l’Université de Toronto en 1966 et professeur titulaire en 1971. En 1967-1968, il est chercheur invité à l’Institute for Advanced Study de Princeton. En 1971-1972, il est directeur par intérim du Centre d’études médiévales de Toronto. En 1973-1974, Goffart est chercheur invité au Dumbarton Oaks Center for Byzantine Studies. Il prend sa retraite de l’Université de Toronto en tant que professeur émérite en 1999. En 2000, il devient chercheur principal en histoire à l'Université Yale. En 2001, il effectue une résidence au centre d'études de la Fondation Rockefeller à Bellagio et en 2015 à la Fondation Bogliasco, à Gênes.
En 1982, Goffart devient membre de la Medieval Academy of America ; il en est conseiller en 1977-1978. En 1996, il est élu membre de la Société royale du Canada et nommé membre correspondant de la Royal Historical Society de Londres. Goffart est membre du Conseil américain des sociétés savantes en 1973-1974 et membre Guggenheim en 1979-1980. Il est membre de la Société internationale des anglo-saxons, de la Société américaine d'histoire et de la Haskins Society.
En 1991, il reçoit la médaille Haskins de l'Académie médiévale d'Amérique pour son livre, The Narrators of Barbarian History (AD 550–800). Alexander C. Murray édite un Festschrift pour Goffart intitulé After Rome's Fall: Narrators and Sources of Early Medieval History (1999).

### Vie privée et mort
Walter Goffart a deux enfants de son premier mariage. Il est marié à Roberta Frank, une médiéviste, depuis 1977.
Il meurt le 14 février 2025 à New Haven (Connecticut) à l’âge de 90 ans.

## Positions de recherche
Walter Goffart est connu comme un critique virulent de plusieurs hypothèses traditionnelles qui sont encore courantes dans les écrits historiques sur la fin de l'Empire romain et le début du Moyen Âge. Il s'oppose à des termes tels que « âge de la migration » et « peuples germaniques », affirmant que ces deux concepts présupposent de vieilles hypothèses sur un mouvement systématique unique contre les Romains.
Walter Goffart soutient également que l'utilisation de termes comme « allemand » et « germanique » pour désigner tous les barbares d'Europe du Nord à la fin de l'Antiquité a eu de graves implications sur la compréhension des événements, impliquant qu'il y a eu une confrontation directe des barbares germaniques contre la civilisation romaine. Cependant, même si les barbares parlaient des langues de la même famille, il n’existe aucune preuve qu’ils aient été unis d’une manière non linguistique. Au lieu de cela, les barbares « existaient en petits groupes fragmentés et n'avaient aucun mécanisme pour une action unie ».
Parmi ses théories les plus détaillées figure l'idée selon laquelle l'Empire romain d'Occident ne s'est pas effondré en tant que tel, mais que des « barbares » se sont installés en utilisant d'anciennes structures romaines pour héberger des unités militaires. Dans la mesure où ils étaient avides et oppressifs, Goffart affirme que c'était « dans la plus pure tradition de la campagne romaine respectueuse des lois [...] cela a créé des tyrans ruraux ».
Walter Goffart souligne la continuité romaine après la chute de l'Empire romain d'Occident, affirmant que les « Germains » existent pour la première fois à l'époque carolingienne, lorsqu'une tradition d'avoir un roi distinct pour les territoires gouvernés par les Francs à l'est du Rhin commence .

## Publications
- Walter Goffart, Barbarians and Romans, A.D. 418–584: The Techniques of Accommodation, Princeton University Press, 1980 (ISBN 978-0691102313, lire en ligne)
- Walter Goffart, Barbarian Tides: The Migration Age and the Later Roman Empire, University of Pennsylvania Press, 2006 (ISBN 978-0812200287, lire en ligne)
- Walter Goffart, OHeather, Empires and Barbarians, Indiana University, 2010